# Special Olympics Deutschland Sommerspiele 2022

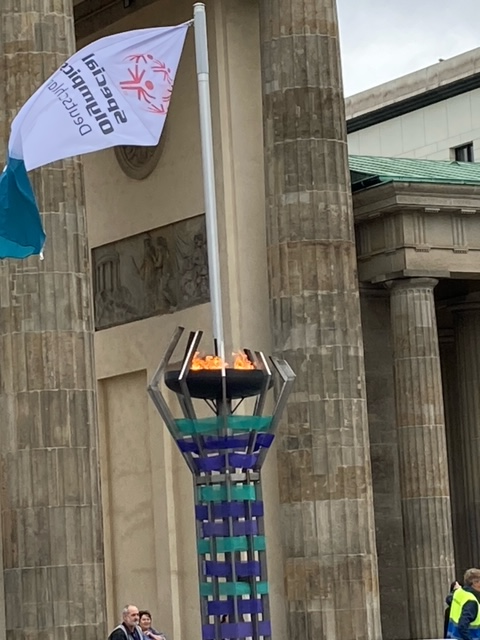
Das olympische Feuer der Special Olympics am Brandenburger Tor in Berlin

Die Special Olympics Deutschland Sommerspiele 2022 wurden vom 19. bis 24. Juni 2022 in Berlin ausgetragen. Sie wurden von Special Olympics Deutschland (SOD) für Menschen mit geistiger Behinderung und Mehrfachbehinderung als Special Olympics National Games veranstaltet und sind das größte inklusive Sportereignis in Deutschland. In vielen der zwanzig Sportarten wurden im Rahmen des Unified-Sports auch Wettkämpfe angeboten, in denen eine annähernd gleiche Anzahl von Special-Olympics-Athleten und Sportlern ohne geistige Behinderung (Partner) jeweils ein Team bildeten.

## Sportarten
Allen Regelwerken der Sportarten liegen die General Rules zugrunde, die offiziellen Regelungen von Special Olympics International. Artikel 1 hat besondere Bedeutung. An den Unified-Wettbewerben nahmen Sportler mit und ohne geistige Behinderung als Team teil.
Die bei den Special Olympics Deutschland Sommerspielen 2022 vertretenen zwanzig Sportarten waren:

### Badminton
Badminton wurden bei den Special Olympics Deutschland Sommerspielen 2022 nicht nur für Athleten mit geistiger Behinderung, sondern im Rahmen des Special-Olympics-Unified-Sports-Programm auch für Sportler ohne geistige Behinderung (Partner) angeboten. Es fanden daher Einzel für zwei Spieler sowie Doppel und Unified Doppel für jeweils vier Spieler statt. 85 Athleten und vier Unified-Partner waren für die Wettkämpfe vorgesehen (Stand: 6. Juni 2022).
Für das Rückschlagspiel Badminton wurde ein Federball und jeweils ein Badmintonschläger pro Person benötigt. Im Gegensatz zum Freizeitspiel Federball wurde hier gegeneinander gespielt. Ziel des Spieles ist es, den Ball so über ein Netz zu schlagen, dass die Gegenseite ihn nicht zurückschlagen kann, ohne die Regeln zu verletzen. Ein Spiel dauert fünf Minuten plus Entscheidungspunkt bei Gleichstand. Für den Gewinn eines Satzes braucht es zwei Punkte Vorsprung. Ausnahmen sind der Entscheidungspunkt bei 29:29 (Gewinnsatz bis 21) und bei 20:20 (Gewinnsatz bis 15).
Die Klassifizierung erfolgte nach dem Schweizer System bzw. Kaiserspiel (wenn durchführbar). Die Finalrunden wurden nach dem Grundsatz Jeder gegen Jeden ausgespielt. In den Finals wurden zwei Gewinnsätze bis 21 mit einer Verlängerungsmöglichkeit bis 30 gespielt. Falls die zur Verfügung stehende Zeit der Veranstaltung für das Spielen von Gewinnsätzen bis 21 nicht ausreichte, konnten Kurzsätze (Gewinnsatz bis 15) gespielt werden (Verlängerung bis 21).
Als internationales Sportprogramm hat Special Olympics die Regeln der Badminton World Federation (BWF) zugrunde gelegt. Es galten die Regeln der Badminton World Federation (BWF) sowie ihrer angeschlossenen nationalen Fachverbände, in Deutschland des Deutschen Badminton-Verbandes. Wenn jedoch deren Regeln den Special-Olympics-Regeln widersprachen, so galten diese. Für Teilnehmende mit geringer Spielstärke war die Anwendung abweichender Regeln möglich. In Deutschland werden diese jedoch nicht angewendet.

### Basketball
Die Mannschaftssportart Basketball gehört zu den beliebtesten Sportarten der Special Olympics Unified Sports.
Basketball wurde bei den Special Olympics Deutschland Sommerspielen 2022 nicht nur für Athleten mit geistiger Behinderung, sondern im Rahmen des Special-Olympics-Unified-Sports-Programm auch für Sportler ohne geistige Behinderung (Partner) angeboten. Es waren daher vier Wettbewerbsformen vorgesehen: Teamwettbewerb Frauen, Teamwettbewerb Männer/Mixed, Unified Sports Teamwettbewerb Frauen und Unified Sports Teamwettbewerb Männer/Mixed. 218 Athleten und 43 Unified-Partner waren für die Wettkämpfe vorgesehen (Stand: 6. Juni 2022).
Abweichend von den für Basketball geltenden Standardregeln gab es folgende Special Olympics Besonderheit:
Drei Athleten und zwei Unified Partner spielten gemeinsam auf dem Platz. Die Körbe waren gemäß den FIBA-Regeln 3,05 Meter über dem Boden befestigt. Die Spielzeit in den Finalrunden betrug 2 × 10 Minuten.

### Beachvolleyball
Beachvolleyball wurde bei den Special Olympics Deutschland Sommerspielen 2022 nicht nur für Athleten mit geistiger Behinderung, sondern im Rahmen des Special-Olympics-Unified-Sports-Programm auch für Sportler ohne geistige Behinderung (Partner) angeboten. 15 Athleten und 14 Unified-Partner waren für die Teilnahme an den angebotenen Wettkämpfen vorgesehen, dem Unified Sports Teamwettbewerb Frauen und dem Unified Sports Teamwettbewerb Männer/Mixed (Stand: 6. Juni 2022).
Im Gegensatz zu den Beachvolleyball-Regeln der Fédération Internationale de Volleyball bestanden die Teams nicht aus zwei Personen, sondern aus vier: jeweils zwei Athleten und zwei Unified Partnern.

### Boccia
Boccia wurde bei den Special Olympics Deutschland Sommerspielen 2022 nicht nur für Athleten mit geistiger Behinderung, sondern im Rahmen des Special-Olympics-Unified-Sports-Programm auch für Sportler ohne geistige Behinderung (Partner) angeboten. 217 Athleten und 17 Unified-Partner waren für die Teilnahme an den angebotenen Wettkämpfen in den vier Disziplinen Einzel, Doppel, Team (vier Personen) und Unified Doppel vorgesehen (Stand: 6. Juni 2022).
Boccia ist eine Form des Boule-Spiels. Ziel ist es, vier größere Kugeln möglichst nah an die Zielkugel, den Pallino, zu rollen. Punkte erhält man für Kugeln, die näher am Pallino liegen als die Kugeln des anderen.

### Bowling
Bowling wurde bei den Special Olympics Deutschland Sommerspielen 2022 nicht nur für Athleten mit geistiger Behinderung, sondern im Rahmen des Special-Olympics-Unified-Sports-Programm auch für Sportler ohne geistige Behinderung (Partner) angeboten. 163 Athleten und 6 Unified-Partner waren für die Teilnahme an den angebotenen Wettkämpfen in den fünf Disziplinen Einzel, Doppel, Team (vier Personen), Unified Doppel und Unified Team (vier Personen) vorgesehen (Stand: 6. Juni 2022).
Abweichend von den für Bowling geltenden Standardregeln gab es folgende Special Olympics Besonderheit: Athleten durften eine Bowlingkugel-Rampe benutzen.

### Freiwasserschwimmen
Freiwasserschwimmen fand auf gut gekennzeichneten Strecken in einem See, einem Fluss oder im Meer im Freistil statt.
Freiwasserschwimmen wurde bei den Special Olympics Deutschland Sommerspielen 2022 nicht nur für Athleten mit geistiger Behinderung, sondern im Rahmen des Special-Olympics-Unified-Sports-Programm auch für Sportler ohne geistige Behinderung (Partner) angeboten. 25 Athleten und 4 Unified-Partner waren für die Teilnehmer an den angebotenen Wettkämpfen in den vier Disziplinen 500-m-Freiwasserschwimmen, 1000-m-Freiwasserschwimmen, 1500-m-Freiwasserschwimmen und 1500-m-Unified-Sports-Freiwasserschwimmen vorgesehen (Stand: 6. Juni 2022).
Abweichend von den für Freiwasserschwimmen geltenden Standardregeln gab es folgende Special Olympics Besonderheiten: Man darf im Wasser laufen und stehen. Außerdem darf man sich ausruhen und Boote, Paddelbretter, Seile und Sicherheitspersonal im Wasser berühren, wenn man müde oder nervös ist, Hilfe oder Ermutigung braucht. Während der Ausruhzeit darf man seine Wettbewerbsposition nicht verbessern. Bei Unified Sports dürfen Athleten und Unified-Partner während des gesamten Rennens den Abstand von zehn Metern zueinander nicht überschreiten und die Ziellinie nicht mit mehr als zehn Sekunden Abstand voneinander überqueren. Gewertet wird die Zeit des letzten Teammitglieds, das die Ziellinie berührt oder überquert.

### Fußball
Fußball ist eine Mannschafts-Sportart, die bei Special Olympics weltweit von 300.000 Athleten gespielt wird.
Fußball wurde bei den Special Olympics Deutschland Sommerspielen 2022 nicht nur für Athleten mit geistiger Behinderung, sondern im Rahmen des Special-Olympics-Unified-Sports-Programm auch für Sportler ohne geistige Behinderung (Partner) angeboten. 735 Athleten und 105 Unified-Partner waren für die Teilnahme an den angebotenen Wettkämpfen in den vier Disziplinen Teamwettbewerb Frauen, Teamwettbewerb Männer, Unified Sports Teamwettbewerb Frauen und Unified Sports Teamwettbewerb Männer vorgesehen (Stand: 6. Juni 2022).
Abweichend von den Fußball-Standardregeln spielen bei Special Olympics 7 gegen 7 mit einigen Sonderregeln:
- Es gibt zwei Halbzeiten je 20 Minuten, mit einer fünfminütigen Halbzeitpause.
- Es gibt keine Abseitsregel.
- Die Torwart wirft den Ball ins Spiel.
- Das Tor misst fünf mal zwei Meter.
- Eine Mannschaft besteht höchstens aus zwölf Spielern, Auswechslungen sind unbegrenzt möglich.
- Nachdem der Ball im Seitenaus war, muss er wieder ins Spiel geschossen werden, wobei kein direktes Tor erzielt werden kann.
- Bei einem Unentschieden zum Ende des Spiels gibt es zwei fünfminütige Verlängerungen. Falls danach immer noch kein Team gewonnen hat, geht es direkt zum Penaltyschießen.[12]

### Golf
Golf wurde bei den Special Olympics Deutschland Sommerspielen 2022 nicht nur für Athleten mit geistiger Behinderung, sondern im Rahmen des Special-Olympics-Unified-Sports-Programm auch für Sportler ohne geistige Behinderung (Partner) angeboten. 42 Athleten und 6 Unified-Partner waren für die Teilnahme an den angebotenen Wettkämpfen in den fünf Disziplinen vorgesehen: Level 1 – individueller Leistungswettkampf, Level 2 – Unified Sports im abwechselnden Teammodus, Level 3 – Unified Sports Team Play auf der 18-Loch-Runde, Level 4 – individueller Wettkampf über 9 Löcher und Level 5 – individueller Wettkampf über 18 Löcher.

### Handball
Die Mannschaftssportart Handball wird in der Halle auf einem 40 × 20 Meter großen Feld mit einem Torwart und sechs Feldspielern gespielt.
Bei den Special Olympics Deutschland Sommerspielen 2022 wurde Handball nicht nur für Athleten mit geistiger Behinderung, sondern im Rahmen des Special-Olympics-Unified-Sports-Programm auch für Sportler ohne geistige Behinderung (Partner) angeboten. 176 Athleten und 31 Unified-Partner waren für die Teilnahme an den angebotenen Wettkämpfen in den drei Disziplinen Teamwettbewerb Frauen, Teamwettbewerb Männer, Unified Sports Teamwettbewerb Mixed vorgesehen (Stand: 7. Juni 2022).

### Judo
Judo wurde bei den Special Olympics Deutschland Sommerspielen 2022 nicht nur für Athleten mit geistiger Behinderung, sondern im Rahmen des Special-Olympics-Unified-Sports-Programm auch für Sportler ohne geistige Behinderung (Partner) angeboten. 139 Athleten und acht Unified-Partner waren für die Teilnahme vorgesehen (Stand: 6. Juni 2022). Es wurden drei Wettbewerbe veranstaltet: Einzelwettbewerb – Frauen, Einzelwettbewerb – Männer und Unified Kata Wettbewerb (im Stand: eine Gruppe der Nage-no-kata; am Boden: erste Gruppe der Katame-no-kata (Osae-Komi-Waza)).
Die Judoka sind bei den Special Olympics nicht nur nach Geschlecht und Gewicht gruppiert, sondern auch nach ihren Fähigkeiten: Wettkampfklasse 1 besteht aus motorisch starken Judoka, die auch mit Athleten ohne Behinderung trainieren und ein Verständnis für die Sportart haben; motorisch schwächere Judoka kämpfen in der Wettkampfklasse 2. In Wettkampfklasse 3 werden motorisch schwächere Judoka eingeteilt, die Judo meist eher als Spielform wahrnehmen. Alle Kämpfe dauern drei Minuten und beginnen im Stand (Tachi-Waza). Um Spielfreude und Sicherheit zu garantieren, wurden einige Regeln und Techniken verändert. So sind etwa Armlocks und Würgegriffe verboten.

### Kanusport
Bei den Special Olympics Deutschland Sommerspielen 2022 wurde Kanufahren nicht nur für Athleten mit geistiger Behinderung, sondern im Rahmen des Special-Olympics-Unified-Sports-Programm auch für Sportler ohne geistige Behinderung (Partner) angeboten. 73 Athleten und 30 Unified-Partner waren für die Teilnahme an den angebotenen Wettkämpfen in folgenden sieben Disziplinen vorgesehen (Stand: 7. Juni 2022):
- Einzel Touristenkanu: 200 m Rennen
- Doppel Touristenkanu: 200 m Rennen
- Unified Sports Doppel Touristenkanu: 200 m Rennen
- Unified Sports Canadier: 200 m Rennen
- Unified Sports Staffel: 200 m Rennen
- Einzel professionelles Kanu: 200 m Rennen
- Unified Sports Doppel professionelles Kanu: 200 m Rennen

Während bei Rennen der International Canoe Federation nur professionelle Boote genutzt werden, verwendete man beim Special Olympics Kanufahren auch touristische Boote. Diese sind stabiler als professionelle Flachwasser-Rennkanus. Teilnahmebedingung ist außerdem, dass alle Athleten während des Rennens Schwimmwesten tragen und vor den Rennen einen Schwimmtest absolvieren.

### Kraftdreikampf
Beim Kraftdreikampf werden die Athleten in Gewichtsklassen gruppiert. Die Sportart kombiniert die Disziplinen Kniebeugen, Bankdrücken und Kreuzheben. Die Art der Bewegung der Gewichte ist genau vorgeschrieben.
Bei den Special Olympics Deutschland Sommerspielen 2022 wurde Kraftdreikampf nur für Athleten mit geistiger Behinderung angeboten. 36 Athleten waren zur Teilnahme an den angebotenen Wettkämpfen in den beiden Disziplinen Kombiniert (Kniebeuge, Bankdrücken, Kreuzheben) – Frauen und Kombiniert (Kniebeuge, Bankdrücken, Kreuzheben) – Männer vorgesehen (Stand: 7. Juni 2022).

### Leichtathletik
Bei den Special Olympics Deutschland Sommerspielen 2022 wird Leichtathletik nicht nur für Athleten mit geistiger Behinderung, sondern im Rahmen des Special-Olympics-Unified-Sports-Programm auch für Sportler ohne geistige Behinderung (Partner) angeboten. 668 Athleten und 32 Unified-Partner waren für die Teilnahme an den angebotenen Wettkämpfen in den zahlreichen Disziplinen vorgesehen (Stand: 7. Juni 2022).
Beim Laufen reichen die Distanzen von 50 m bis zu 10.000 m, sie werden als Team- oder Einzelwettbewerbe ausgetragen.
In den vier Disziplinen Kugelstoßen, Minispeerwurf, Standweitsprung und Weitsprung fanden verschiedene Veranstaltungen statt. Außerdem wurden sowohl für Teams als auch für einzelne Athleten Laufstrecken zwischen 50 und 10.000 Meter angeboten. Darüber hinaus wurden Fünfkämpfe mit den Disziplinen 100-Meter-Lauf, Weitsprung, Kugelstoßen, Hochsprung (Starthöhe: 0,80 m) und 800-Meter-Lauf veranstaltet.

### Radfahren
Bei den Special Olympics Deutschland Sommerspielen 2022 wurde Radfahren nicht nur für Athleten mit geistiger Behinderung, sondern im Rahmen des Special-Olympics-Unified-Sports-Programm auch für Sportler ohne geistige Behinderung (Partner) angeboten. 139 Athleten und 10 Unified-Partner an den angebotenen Wettkämpfen im Zeitfahren und Straßenrennen in fünfzehn Disziplinen teilnehmen (Stand: 7. Juni 2022).
Kategorie 1: Kurzstrecke
- 500 m Zeitfahren
- 1000 m Zeitfahren
- 2000 m Zeitfahren

Kategorie 2: Mittelstrecke
- 1000 m Zeitfahren
- 2000 m Zeitfahren
- 5000 m Zeitfahren
- 5000 m Straßenrennen

Kategorie 3: Langstrecke
- 5000 m Zeitfahren
- 5000 m Straßenrennen
- 10.000 m Zeitfahren
- 10.000 m Straßenrennen
- 15.000 m Straßenrennen
- 25.000 m Straßenrennen
- 40.000 m Straßenrennen
- 10.000 m Unified Straßenrennen

Die Regeln für das Radfahren im Rahmen von Veranstaltungen von Special Olympics unterscheiden sich leicht von denen der Union Cycliste Internationale. So ist es aus Sicherheitsgründen nicht erlaubt, die Hände vom Lenker zu nehmen. Beim Zeitfahren kommt die sogenannte Maximum-Effort-Regel zum Einsatz. Sie gewährleistet, dass alle Athleten beim gesamten Wettbewerb ihre bestmögliche Leistung erbringen.

### Reiten
Reiten wird bei den Special Olympics Deutschland Sommerspielen 2022 nicht nur für Athleten mit geistiger Behinderung, sondern im Rahmen des Special-Olympics-Unified-Sports-Programm auch für Sportler ohne geistige Behinderung (Partner) angeboten. 89 Athleten und 19 Unified-Partner waren für die Teilnahme an den angebotenen Wettkämpfen in den vier Disziplinen Einzel, Doppel, Team (vier Personen) und Unified Doppel vorgesehen (Stand: 6. Juni 2022).
In der englischen Reitweise werden insgesamt 24 Prüfungen in 3 verschiedenen Leveln ausgetragen. Beim Voltigieren sind es 16 Prüfungen in 4 verschiedenen Leveln:
- Beim Geschicklichkeitsparcours (Working Trail) bewältigen Reiter und Pferd verschiedene Hindernisse (z. B. Slalom, Labyrinth) in vorgegebener Reihenfolge.
- Beim Reiterwettbewerb (English Equitation) werden Sitz und Einwirkung der Reiter in den verschiedenen Gangarten bewertet. Die Richter bestimmen, was vorzuführen ist.
- Beim Springreiten absolvieren Pferd und Reiter in einer vorgeschriebenen Abfolge einen Parcours mit mehreren Hindernissen.
- Beim Dressurreiten bewegen sich Pferd und Reiter im Einklang. Dressur ist die Grundlage allen Reitens, weil es auf Gewichtsverlagerungen sowie Bein- und Zügelhilfen ankommt.
- Bei der Unified-Kostümpaarklasse reiten Athlet und Unified Partner zu Musikbegleitung eine Kür.
- Beim Voltigieren wird das Pferd an einer Longe gleichmäßig im Kreis geführt, während ein, zwei oder drei Sportler auf dem Tier turnen.[22]

### Roller Skating
Im Roller Skating bei den Special Olympics Deutschland Sommerspielen 2022 waren 51 Athleten zur Teilnahme an Wettkämpfen in neun Disziplinen vorgesehen. Die Disziplinen 30-Meter-Gerade und 30-Meter-Slalom wurden der Kategorie 1 zugeteilt, in der Kategorie 2 fanden sich die Strecken 100 Meter, 300 Meter, 500 Meter, 1000 Meter, 2 × 100 Meter, 2 × 200 Meter und 4 × 100 Meter (Stand: 6. Juni 2022).

### Schwimmen
Schwimmen wurde bei den Special Olympics Deutschland Sommerspielen 2022 nicht nur für Athleten mit geistiger Behinderung, sondern im Rahmen des Special-Olympics-Unified-Sports-Programm auch für Sportler ohne geistige Behinderung (Partner) angeboten. 512 Athleten und 49 Unified-Partner waren für die Teilnahme an den angebotenen Wettkämpfen in zwanzig Disziplinen vorgesehen (Stand: 6. Juni 2022): Brustschwimmen (25 m, 50 m, 100 m, 200 m), Rückenschwimmen (25 m, 50 m, 100 m, 200 m), Freistil (25 m, 50 m, 100 m, 200 m, 400 m), Schmetterling (25 m, 50 m), Lagenschwimmen (100 m, 200 m) und Staffel (4 × 50 m Lagenstaffel, 4 × 50 m Freistil, 4 × 50 m Unified Freistilstaffel).
Die Regeln basieren auf den Richtlinien der Fédération Internationale de Natation (FINA), sind jedoch leicht verändert. So dürfen etwa Athleten aus medizinischen und religiösen Gründen Schwimmbekleidung tragen, die nicht von der FINA genehmigt ist.

### Tennis
Tennis wurde bei den Special Olympics Deutschland Sommerspielen 2022 nicht nur für Athleten mit geistiger Behinderung, sondern im Rahmen des Special-Olympics-Unified-Sports-Programm auch für Sportler ohne geistige Behinderung (Partner) angeboten. 83 Athleten und 30 Unified-Partner waren für die Teilnahme an den angebotenen Wettkämpfen in den vier Disziplinen Einzel Frauen, Einzel Männer, Unified Doppel Frauen und Unified Doppel Männer vorgesehen (Stand: 6. Juni 2022).
Es gelten grundsätzlich die Regeln der International Tennis Federation (ITF). Eine leichte Veränderung betrifft die Anpassung der Länge der Spiele durch kürzere Sets. Außerdem können kleinere Felder und kompressionsarme Bälle verwendet werden.

### Tischtennis
Tischtennis wurde bei den Special Olympics Deutschland Sommerspielen 2022 nicht nur für Athleten mit geistiger Behinderung, sondern im Rahmen des Special-Olympics-Unified-Sports-Programm auch für Sportler ohne geistige Behinderung (Partner) angeboten. 268 Athleten und 43 Unified-Partner waren für die Teilnahme an den angebotenen Wettkämpfen in den fünf Disziplinen Einzel Frauen, Einzel Männer, Mixed Doppel, Unified Sports Doppel und Unified Sports Mixed Doppel vorgesehen (Stand: 6. Juni 2022).
Neben den im Tischtennis üblichen Wettbewerben gab es bei Special Olympics auch individuelle Geschicklichkeitswettbewerbe. Dabei trainierten Athleten die Grundfertigkeiten des Tischtennis, etwa das Abprallen des Balls mit dem Schläger, der Volley und die Rückhand.

### Triathlon
Triathlon wurde bei den Special Olympics Deutschland Sommerspielen 2022 nicht nur für Athleten mit geistiger Behinderung, sondern im Rahmen des Special-Olympics-Unified-Sports-Programm auch für Sportler ohne geistige Behinderung (Partner) angeboten. 33 Athleten und 4 Unified-Partner waren für die Teilnahme an den angebotenen Wettkämpfen in den drei Disziplinen Schwimmen, Radfahren und Laufen vorgesehen (Stand: 6. Juni 2022). Es fanden vier Wettbewerbe statt: Sprint (Schwimmen – 750 m, Radfahren – 20 km, Laufen – 5 km), Unified Sprint (Schwimmen – 750 m, Radfahren – 20 km, Laufen – 5 km), Super Sprint (Schwimmen – 350 m, Radfahren – 10 km, Laufen – 2,5 km) und Distanz Nationale Spiele (Schwimmen – 150 m, Radfahren – 5 km, Laufen – 2 km).

## Wettkampfstätten und -zeiten
Die Sportveranstaltungen finden an Orten in verschiedenen Stadtteilen Berlins statt:
Im Olympiapark im Bezirk Charlottenburg-Wilmersdorf werden unter anderem das Hanns-Braun-Stadion, das Maifeld, die Eissporthalle, das Horst-Korber-Sportzentrum, die Poelchau-Schule, die Rudolf-Harbig-Halle und der Reitclub genutzt. Auch das Gesundheitsprogramm Healthy Athletes ist im Olympiapark angesiedelt.
Die Wettkämpfe in den Sportarten Badminton, Basketball, Judo und Tennis finden auf dem Gelände der Messe Berlin und des naheliegenden Tennis Clubs SC Brandenburg e.V. statt. Die Schwimm- und Sprunghalle im Europasportpark (kurz: SSE) und das Velodrom im Bezirk Prenzlauer Berg werden ebenfalls genutzt. Im Bezirk Treptow-Köpenick liegt die Regattastrecke Berlin-Grünau, dort findet auch das Freiwasserschwimmen statt. Die Bowlingveranstaltungen finden in der Bowling World Berlin neben der East Side Gallery im Bezirk Friedrichshain-Kreuzberg statt. Golfturniere werden im Golf Club Bad Saarow am Scharmützelsee in Brandenburg organisiert.
Der Neptunbrunnen im Bezirk Mitte wurde als Veranstaltungsort für das Special Olympics Festival ausgewählt. Dort, vor allem aber auf den August-Bier-Plätzen im Olympiapark findet auch das Wettbewerbsfreie Angebot (WBFA) statt, das fester Bestandteil von Special-Olympics-Veranstaltungen ist. Die Teilnahme ist für Menschen mit und ohne Behinderung möglich, da das WBFA für jedes Niveau Herausforderungen bereithält.
Die Eröffnungsfeier wurde im Stadion An der Alten Försterei im Bezirk Treptow-Köpenick abgehalten. Musikalisches Highlight war der Auftritt der Berliner Band MiA. Neben der Parade der Athleten als feierlicher Einzug der Delegationen, der Entzündung der Special-Olympic-Flamme, dem Special Olympic Eid, dem Hissen der Special-Olympic-Flagge und der offizielle Eröffnung der Spiele war ein Showprogramm zu sehen. Bereits am 19. Mai 2022 hatte es einen Fackellauf zu den Special Olympics vom Brandenburger Tor (Pariser Platz) und zum Abgeordnetenhaus von Berlin gegeben. Dort wurde die Fackel an Parlamentspräsident Dennis Buchner übergeben, und die Läufer wurden von der Regierenden Bürgermeisterin Franziska Giffey begrüßt.

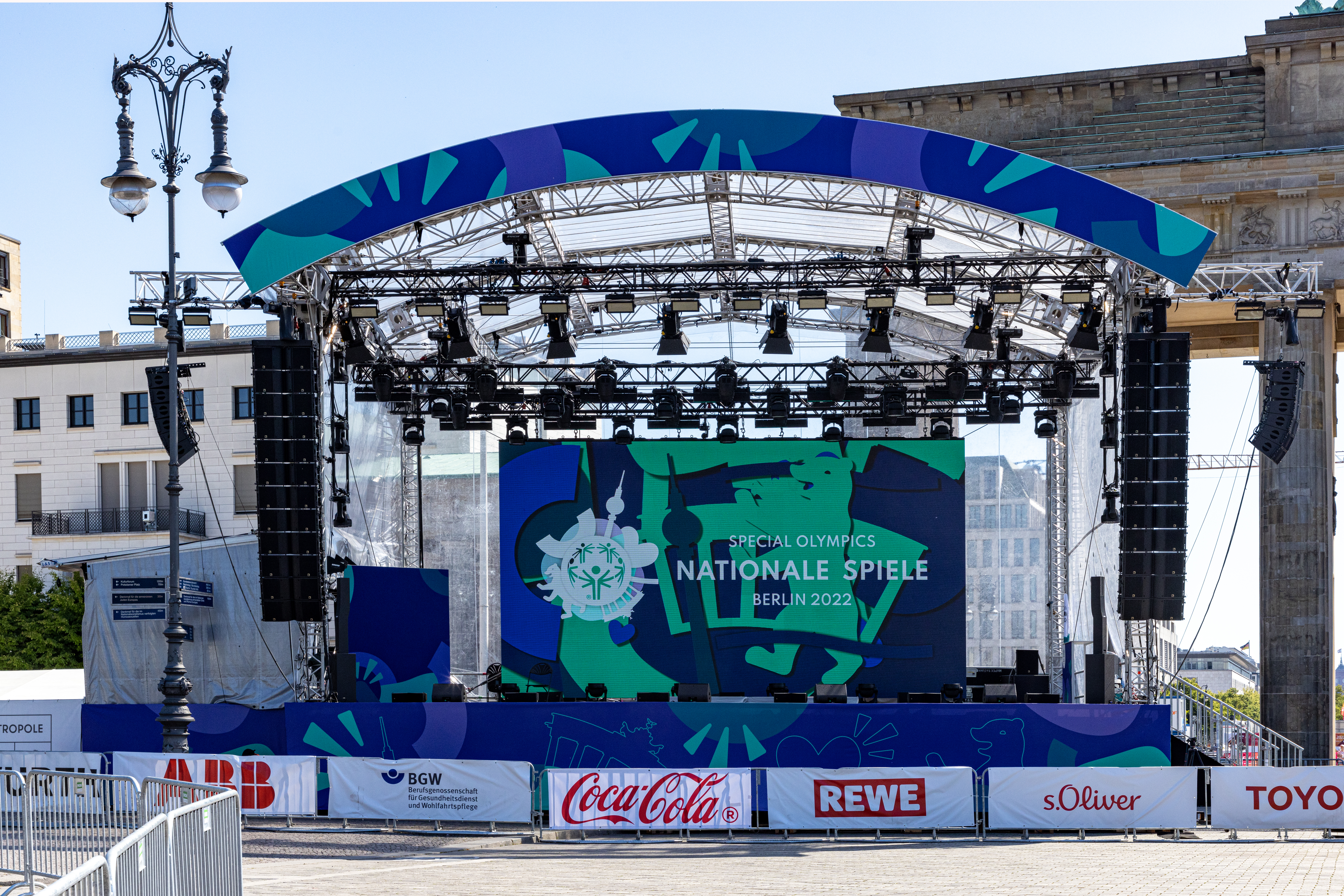
Tribüne der Special Olympics Sommerspiele am Brandenburger Tor in Berlin, Juni 2022

Radsportwettkämpfe und Schlussfeier finden an der Straße des 17. Juni statt.
Die Wettbewerbe sind teils kostenpflichtig, teils ist der Eintritt frei, teils finden die Veranstaltungen ohne Zuschauer statt. Das Training, das für die Öffentlichkeit nicht zugänglich ist, begann bereits am 18. Juni 2022, die Klassifizierungen starteten am Sonntag, 19. Juni 2022. Am Sonntag, 19. Juni 2022 fand die Eröffnungsfeier statt. Die letzten Finalwettbewerbe werden am Freitag, 24. Juni 2022 ausgetragen.

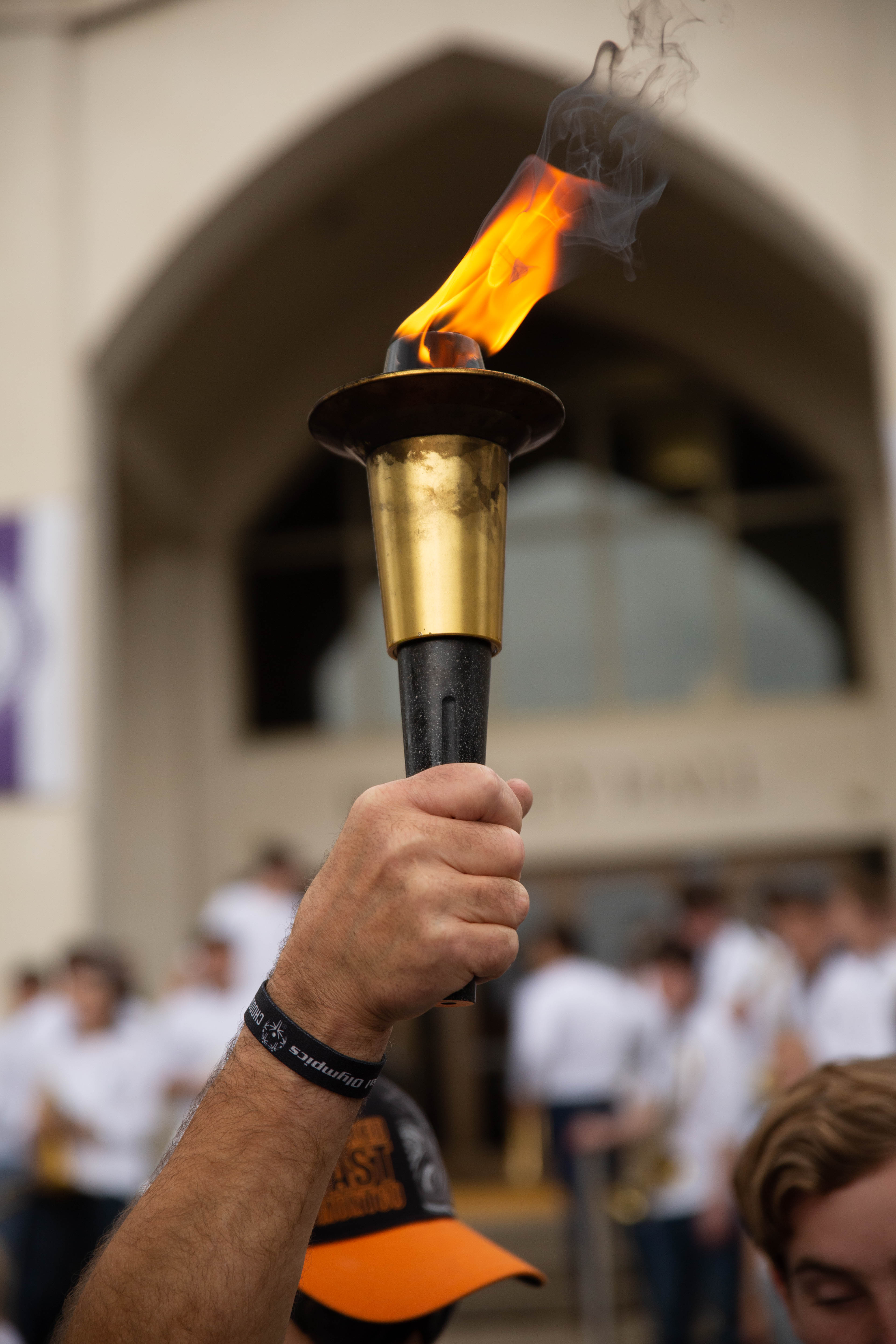
Fackel der Special Olympics

## Motto und Logo
In das Motto #ZusammenUnschlagbar flossen die beiden Leitlinien Miteinander und Gemeinsames Überwinden von Grenzen ein.
Diese finden sich auch im Logo wieder, das sich aus dem Erkennungszeichen für die Special Olympics World Summer Games Berlin 2023 ableitet. Special-Olympics-Athleten aus aller Welt waren an der Logoentwicklung beteiligt. Die fliegenden Steine im Logo stehen für die Überwindung von Mauern und Grenzen durch die globale Inklusionsbewegung, aber auch durch die Stadt Berlin. Diese ist durch das Brandenburger Tor und den Fernsehturm repräsentiert.

## Teilnehmer
Gesichter der Spiele sind der Special Olympics Athlet Robert Herberg und die vierzehnjährige Unified-Sports-Partnerin Lilly Binder. Herberg ist Radsportler und hat seit 2006 bereits an sieben Nationalen Sommerspielen und den Special Olympics World Games 2015 in Los Angeles, wo er zwei Goldmedaillen errang, und 2019 in Abu Dhabi teilgenommen. Der 40-Jährige arbeitet in der LWB Lichtenberger Werkstatt für Behinderte, für die er bei den Wettkämpfen auch startet. Lilly Binder nimmt erstmals an den Spielen teil und startet als Leichtathletin in der 100-Meter-Unified-Mixed-Staffel.
Vom 23. Mai bis zum 19. Juni 2022 sind im Stadtbild von Berlin und Potsdam auf vier Bildmotiven neben Herberg zu sehen: die Judoka Lara Holzmüller und Josie Zoske, der Fußballer Osman Aydogdu, die Golferin Petra Pithan, die Artistin Soledad Rein-Saunders, die Tennisspielerin Giovana Corinna Zell, der Basketballer Michael Freisinger und Arthur Hackenthal, Mitarbeiter im Organisationskomitee der Special Olympics World Games Berlin 2023.
Die etwa 4500 Athleten können sich in 20 Wettbewerben gleichzeitig für die Special Olympics World Games Berlin vom 17. bis 25. Juni 2023 qualifizieren. Damit ist die Veranstaltung das größte inklusive Sportereignis in Deutschland. Es beteiligen sich 383 Delegationen, davon 13 aus dem Ausland (Belgien, Dänemark, Großbritannien, Ungarn, Irland, Italien, Korea, Niederlande, Norwegen, Polen, Slowakei, Spanien, Vereinigte Staaten).

## Kooperationen
Rewe war offizieller Ernährungspartner der Spiele.